# Martin Mansergh
Martin George Southcote Mansergh (né le 31 décembre 1946) est un homme politique irlandais du Fianna Fáil qui est ministre d'État de 2008 à 2011. Il est Teachta Dála (TD) pour la circonscription de Tipperary Sud de 2007 à 2011. Il est sénateur du Panel agricole de 2002 à 2007.
Il joue un rôle de premier plan dans le développement de la politique du Fianna Fáil en Irlande du Nord.

## Jeunesse
Mansergh est né le 31 décembre 1946 à Woking, Surrey, Angleterre, de Diana Mary (née Keeton) et du professeur Nicholas Mansergh, un historien irlandais né à Tipperary. Bien que nés en Angleterre, les ancêtres de Mansergh font partie de l'ascendance protestante anglo-irlandaise et arrivent en Irlande avec Oliver Cromwell. Il grandit en Angleterre et habite dans la ville de Little Shelford, dans le Cambridgeshire. Il fait ses études à la King's School de Canterbury et à Christ Church d'Oxford, étudiant la politique, la philosophie et l'économie et obtenant un doctorat en philosophie pour une étude de l'histoire française pré-révolutionnaire. Mansergh est membre de l'Église d'Irlande. Il siège au conseil d'administration de la bibliothèque de Bolton pendant plusieurs années,.

## Carrière
Il entre au ministère des Affaires étrangères, où il est nommé troisième secrétaire en 1974 et devient premier secrétaire en 1977. Recruté plus tard par le Taoiseach Charles Haughey, il travaille ensuite pour le parti Fianna Fáil, servant sous la direction de trois dirigeants du Fianna Fáil en tant que directeur de la recherche, de la politique et conseiller spécial pour l'Irlande du Nord, où il participe aux discussions entre les partis nationalistes et le gouvernement irlandais et rencontre régulièrement avec le Père Alec Reid.
Mansergh est un membre clé de l'équipe qui négocie la coalition Fianna Fáil – Parti travailliste en 1992 et est également impliqué dans la formation de la coalition Fianna Fáil – Démocrates progressistes en 1997. En tant que conseiller principal du Taoisigh, Mansergh joue un rôle clé dans le processus de paix en Irlande du Nord au cours des vingt dernières années. Il se présente comme candidat Fianna Fáil au Dáil dans la circonscription de Tipperary Sud aux élections générales de 2002, mais n'est pas élu avec 14,2 % des suffrages. Cependant, Mansergh est élu au 22e Seanad par le Panel agricole en juillet de la même année. Aux élections générales de 2007, il se présente pour le Fianna Fáil dans la circonscription de Tipperary Sud, et est cette fois élu avec 15,7 % des suffrages.
Jusqu'en 2006, il écrit une chronique hebdomadaire pour The Irish Times, mais démissionne à l'approche des élections générales. En mai 2008, il est nommé par le gouvernement de Brian Cowen ministre d'État au ministère des Finances avec une responsabilité particulière pour les travaux publics et ministre d'État au ministère des Arts, du Sport et du Tourisme avec une responsabilité particulière pour les Arts,.
Il est reconduit à ses postes lorsque Cowen réduit le nombre de ministres subalternes de 20 à 15,.
Il perd son siège aux élections générales de 2011.
Il est élu membre de la Royal Irish Academy en mai 2018,.
Avec le père Alec Reid et le révérend Roy Magee, il reçoit en 1995 le Tipperary International Peace Award; maintenant décrit comme « la récompense exceptionnelle de l'Irlande pour son travail humanitaire ». Le Carlow College lui décerne sa première médaille Saint-Colomban en novembre 2018 à Mansergh, en reconnaissance de sa contribution au processus de paix en Irlande.